# Béroul
Béroul est un poète normand ou breton du XIIe siècle, auteur d'une version archaïque de la légende Tristan et Iseut.
Poète breton, il est notamment célèbre pour avoir écrit des versions du célèbre roman courtois Tristan et Iseut. 
Cependant, d'autre versions sont connus et on pense que Béroul n'est pas le seul poète ayant ecrit Tristan et Iseut. 

## Histoire du manuscrit
Béroul est le nom que l'on donne par convention à l'auteur d'une version en vers de la légende de Tristan et Iseut, écrite dans un dialecte normand ; ce roman nous a été transmis par un unique manuscrit (Bibliothèque nationale de France, cote fr. 2171), amputé du début et de la fin, et dont il ne reste que 4 485 vers. Ce manuscrit date de la deuxième moitié du XIIIe siècle.

### Un auteur mystérieux, une datation complexe
Sur le plan historique, nous ne savons presque rien de la vie de Béroul. L'auteur se nomme lui-même dans son œuvre, par deux fois, aux vers 1268 et 1790. Toutefois, rien ne permet de savoir si ce « Berox » — c'est ainsi que le nom est graphié dans le manuscrit — est bien l'auteur de la version que l'on possède, ou bien de la source du transcripteur (la personne qui a rédigé ce manuscrit).
Des indices textuels et linguistiques permettent de dire que l'auteur du roman était normand, mais il connaissait aussi très bien l'Angleterre et a pu y vivre et, probablement, écrire pour la cour de Henri II Plantagenêt. Par ailleurs, le médiéviste André de Mandach a découvert un Beroldus, moine bénédictin à Saint-Évroult, qui serait peut-être ce Béroul, mais rien qui semble bien probant. Il est difficile de dater, sur le plan paléographique, l'écriture du texte : elle se situerait entre les années 1160 et 1190.
Par ailleurs, les médiévistes débattent pour savoir si le texte transmis par le manuscrit a été écrit par un seul auteur ou par deux : Béroul ne serait alors l'auteur que de la première moitié du roman, jusqu'au vers 2751. Il y a peu de chances que ce débat soit résolu un jour : les arguments sont assez nombreux pour soutenir l'hypothèse d'une dualité d'auteur, mais insuffisants pour la prouver définitivement. Cependant l'hypothèse de la dualité d'auteur permet d'affiner la date d'écriture : 1165-1170 pour la première partie, et 1190 pour la seconde.